# Taxane
Taxane sind natürlich vorkommende Zytostatika, also Stoffe, die das Zellwachstum bzw. die Zellteilung hemmen. Chemisch gesehen gehören Taxane zu den Diterpenoiden (Diterpene). Seit Anfang der 1990er Jahre werden Taxane in der Krebstherapie eingesetzt.
Die isoprenoide Struktur der Taxane wird im Taxadien deutlich (s. Bild).

Taxadien

## Geschichte

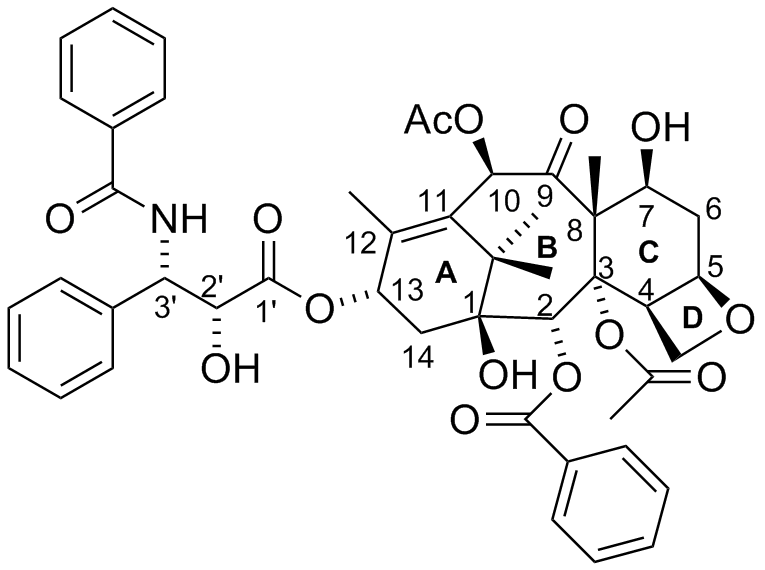
Paclitaxel

Auf der Suche nach Naturstoffen für die Krebstherapie durch das US-amerikanische Nationale Krebsinstitut (National Cancer Institute) wurden 1962 im Nordwesten der USA auch Proben der Rinde von Pazifischen Eiben (Taxus brevifolia) genommen. In den Jahren bis 1966 wurde am Research Triangle Institute von North Carolina (USA) entdeckt, dass Extrakte aus der Eibenrinde gegen mehrere Leukämiezellen der Maus wirksam sind. 1969 wurde schließlich der Wirkstoff der Eibenextrakte isoliert: Paclitaxel. Es stellte sich dann aber heraus, dass man aus der Rinde einer ausgewachsenen Pazifischen Eibe nur 350 Milligramm Wirkstoff gewinnen kann, andere Teile des Baumes wirkstofffrei sind, keine andere daraufhin untersuchte Eibenart den Wirkstoff enthält und die chemische Synthese aufgrund der komplizierten Molekülstruktur nicht möglich erschien. Erst Ende der 1990er-Jahre fanden Forscher des französischen Institut de Chimie des Substances Naturelles (Gif-sur-Yvette) einen Weg für die Massenproduktion: Eine dem Paclitaxel verwandte Substanz (10-DAB) aus den Nadeln der Europäischen Eibe (Taxus baccata) konnte in mehreren Zwischenschritten in Paclitaxel umgewandelt werden. Daraufhin wurde 10-DAB nach Bedarf aus dem Schnitt von Eiben in europäischen Parkanlagen gewonnen. Nachdem es gelang, Paclitaxel direkt aus Eiben-Zellkulturen zu gewinnen, ist diese Herstellungsmethode seit 2002 der industrielle Standard.
Als erster Stoff aus der Gruppe der Taxane wurde das Paclitaxel erstmals 1983 einer klinischen Prüfung hinsichtlich seiner Einsetzbarkeit in der Krebstherapie beim Menschen unterzogen. Im Dezember 1993 erfolgte die erste Zulassung von Paclitaxel unter dem Handelsnamen Taxol in Deutschland zur Therapie des Ovarialkarzinoms.

### Taxane der ersten Generation
Auf der Suche nach weiteren Taxanen kristallisierte sich – im französischen Institute de Chimie des Substances Naturelles – das erstmals 1985 aus Baccatin (wird aus den Nadeln der Europäischen Eibe (Taxus baccata) gewonnen) synthetisierte Docetaxel heraus. Im Oktober 1995 erfolgte die erste EU-weite Zulassung des Docetaxels unter dem Handelsnamen Taxotere für die Therapie des Mammakarzinoms.
Heute werden Paclitaxel (Markenname Taxol) und Docetaxel zur Behandlung verschiedener Krebserkrankungen eingesetzt. 
Paclitaxel ist zudem einer der Wirkstoffe mit welchen Drug Eluting Stents (DES) beschichtet sind. Durch den Einsatz von Paclitaxel oder Sirolimus sinkt das Risiko einer Wiederverengung von mit Stents behandelten Herzkranzgefässverengungen deutlich. Es wird zytostatisch verhindert, dass Vernarbungen nach der Aufdehnung der Gefäße wieder zu Verengungen führen. Der Einsatz von Drug Eluting Stents ist Standard in der invasiven Therapie der koronaren Herzkrankheit bis hin zum Herzinfarkt. Sie werden über Herzkatheteruntersuchungen eingebracht. Herzkranzgefäße können damit dauerhaft wiedereröffnet werden. Erst die Beschichtung mit Paclitaxel hat die Herzkatheterbehandlung des Herzinfarkts und der KHK dauerhaft wirksam gemacht. Eine doppelte Thrombozytenaggregationshemmung über mehrere Monate muss wegen der durch die Cytostatika bedingten langsameren Endothelisierung in Kauf genommen werden.

### Taxane der zweiten Generation

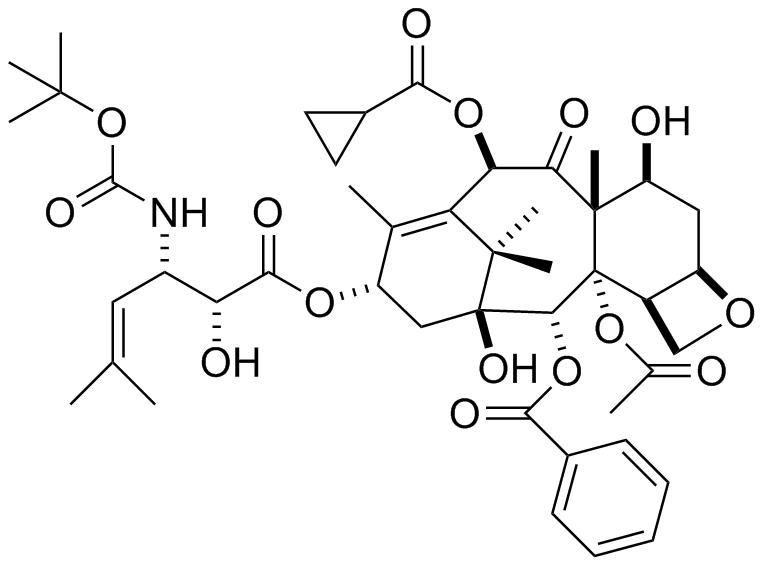
SB-T-1214

Die Suche nach wirkungsvolleren Taxanen ließ nicht nach und durch die Entdeckung des Ojima-Holton-Verfahrens wurde ein Weg gefunden, um von 10-Deacetyl-Baccatin-III (10-DAB-III) ausgehend Derivate von Paclitaxel zu erstellen.
Auf diesem Weg fanden Iwao Ojima und seine Mitarbeiter an der Stony Brook University eine neue Klasse an Taxanen, die deutlich höhere Wirkung gegenüber Krebszellen zeigten. Diese erhielten die Bezeichnung Second Generation Taxanes. Ein Beispiel für ein Second Generation Taxane ist SB-T-1214, welches sich zurzeit in der klinischen Prüfung befindet und bereits Wirkung gegenüber Krebs-Stammzellen zeigt.

## Wirkungsweise
Taxane hemmen die Zellteilung und damit das Tumorwachstum, indem sie den Abbau des Spindelapparates hemmen und so diesen für seine essentielle Funktion in der Mitose unbrauchbar machen. Die Mikrotubuli, welche den Spindelapparat ausbilden, sind essenziell für die Verteilung des verdoppelten Erbmaterials auf die beiden Tochterzellen im Verlauf der Zellteilung.